# リー・トンプソン・ヤング
リー・トンプソン・ヤング（Lee Thompson Young、1984年2月1日 - 2013年8月19日）は、アメリカ合衆国の俳優。
2013年8月19日に拳銃自殺を遂げ、29歳の生涯を終えた。双極性障害を患っていたと言われており、血液からは双極性障害の治療薬であるリチウムとクエチアピンが検出された。

## 出演作品
- CSI:ニューヨーク8
- THE EVENT/イベント
- リゾーリ&アイルズ ヒロインたちの捜査線（バリー・フロスト）
- フラッシュフォワード（アル・ゴフ）
- ターミネーター サラ・コナー・クロニクルズ シーズン1
- ヒルズ・ハブ・アイズ2
- ヤング・スーパーマン シーズン5,6
- ドリームズ・カム・トゥルー
- クリップス
- プライド　栄光への絆（クリス・コーマー）
- 堕ちた弁護士 -ニック・フォーリン- シーズン1,2
- 雪のビッグ・ウェーブ
- GO！GO！ジェット